# Synk: Hyper Line
Synk: Hyper Line fue la primera gira mundial del grupo femenino surcoreano Aespa, realizada en apoyo de sus EPs, Savage (2021), Girls (2022) y My World (2023). La gira dio inicio el 25 de febrero de 2023 en Seúl, Corea del Sur, y concluyó el 30 de septiembre de 2023 en París, Francia. En total, incluyó 31 presentaciones en 21 ciudades de 12 países alrededor del mundo.

## Antecedentes
El 1 de diciembre de 2022, el sitio oficial japonés de Aespa anunció que el grupo realizaría su primera gira en Japón, titulada Aespa Live Tour 2023 «Synk: Hyper Line», cuyo nombre fue revelado oficialmente el 20 de enero de 2023. Ese mismo día, SM Entertainment confirmó que el grupo ofrecería su primer concierto en Corea del Sur desde su debut, programado para los días 25 y 26 de febrero en el Jamsil Indoor Stadium. En abril, se añadieron dos presentaciones en el Tokyo Dome, y en mayo se sumó un concierto en Yakarta. Finalmente, el 19 de mayo, la gira se expandió a América del Norte, América del Sur y Europa, con 14 fechas adicionales.

## Lista de canciones
| Seúl |
| --- |
| 1. «Girls» 2. «Aenergy» 3. «I'll Make You Cry» 4. «Savage» 5. «Menagerie» (solo de Karina) 6. «Illusion» 7. «Lucid Dream» 8. «Thirsty» 9. «Dreams Come True» 10. «Lips» (solo de Winter) 11. «Life's Too Short» (versión en coreano) 12. «I'm Unhappy» 13. «Don't Blink» 14. «Lingo» 15. «2Hot4U» (solo de Giselle) 16. «Iconic» 17. «Hot Air Balloon» 18. «Yeppi Yeppi» 19. «Yolo» 20. «Wake Up» (solo de Ningning) 21. «Salty & Sweet» 22. «Next Level» 23. «Black Mamba» Bonus 1. «Till We Meet Again» 2. «ICU» |

| Tokio |
| --- |
| 1. «Girls» 2. «Aenergy» 3. «I'll Make You Cry» 4. «Savage» 5. «Menagerie» (solo de Karina) 6. «Illusion» 7. «Lucid Dream» 8. «Thirsty» 9. «Dreams Come True» 10. «Keep Going» (nuevo solo de Giselle) 11. «Life's Too Short» 12. «I'm Unhappy» 13. «Lingo» 14. «Don't Blink» 15. «Shine We Are!» (solo de Winter) (cover de BoA) 16. «Iconic» 17. «Hot Air Balloon» 18. «Yeppi Yeppi» 19. «Hold On Tight (remix)» 20. «Spicy» 21. «Yolo» 22. «Wake Up» (solo de Ningning) 23. «Salty & Sweet» 24. «Next Level» (remix) 25. «Black Mamba» (versión orquesta) Bonus 1. «Till We Meet Again» 2. «Welcome to My World» 3. «ICU» |

| América del Norte |
| --- |
| 1. «Girls» 2. «Aenergy» 3. «I'll Make You Cry» 4. «Savage» 5. «Menagerie» (solo de Karina) 6. «Illusion» 7. «Lucid Dream» 8. «Thirsty» 9. «Dreams Come True» 10. «Lips» (solo de Winter) 11. «Life's Too Short» (versión en inglés) 12. «Welcome To My World» 13. «Don't Blink» 14. «2Hot4U» (solo de Giselle) 15. «Yeppi Yeppi» 16. «Yolo» 17. «Hold On Tight» 18. «Spicy» 19. «Better Things» 20. «Wake Up» (solo de Ningning) 21. «Salty & Sweet» 22. «Next Level» 23. «Black Mamba» |

Notas
1. En el segundo concierto en Jamsil Arena en Seúl, Aespa cantó una versión a cappella de «Forever».
2. A partir del concierto en Yakarta, «Iconic» fue reemplazada por «Spicy».
3. A partir del concierto en Dallas, «I'm Unhappy» fue reemplazada por «Welcome to My World». «Lingo» y «Hot Air Balloon» fueron retiradas del repertorio y «Hold On Tight» y «Better Things» fueron añadidas.

## Fechas
| Fecha                    | Ciudad           | País           | Lugar                           | Audiencia |
| Asia                     | Asia             | Asia           | Asia                            | Asia      |
| ------------------------ | ---------------- | -------------- | ------------------------------- | --------- |
| 25 de febrero de 2023    | Seúl             | Corea del Sur  | Jamsil Arena Beyond Live        | 10 000    |
| 26 de febrero de 2023    | Seúl             | Corea del Sur  | Jamsil Arena Beyond Live        | 10 000    |
| 15 de marzo de 2023      | Osaka            | Japón          | Osaka-jō Hall                   | 110 000   |
| 16 de marzo de 2023      | Osaka            | Japón          | Osaka-jō Hall                   | 110 000   |
| 18 de marzo de 2023      | Osaka            | Japón          | Osaka-jō Hall                   | 110 000   |
| 19 de marzo de 2023      | Osaka            | Japón          | Osaka-jō Hall                   | 110 000   |
| 1 de abril de 2023       | Tokio            | Japón          | Gimnasio Nacional Yoyogi        | 110 000   |
| 2 de abril de 2023       | Tokio            | Japón          | Gimnasio Nacional Yoyogi        | 110 000   |
| 15 de abril de 2023      | Saitama          | Japón          | Saitama Super Arena             | 110 000   |
| 16 de abril de 2023      | Saitama          | Japón          | Saitama Super Arena             | 110 000   |
| 29 de abril de 2023      | Nagoya           | Japón          | Nippon Gaishi Hall              | 110 000   |
| 30 de abril de 2023      | Nagoya           | Japón          | Nippon Gaishi Hall              | 110 000   |
| 24 de junio de 2023      | Yakarta          | Indonesia      | Indonesia Convention Exhibition | 7000      |
| 29 de julio de 2023      | Bangkok          | Tailandia      | Thunder Dome                    | 10 000    |
| 30 de julio de 2023      | Bangkok          | Tailandia      | Thunder Dome                    | 10 000    |
| 5 de agosto de 2023      | Tokio            | Japón          | Tokyo Dome                      | 94 000    |
| 6 de agosto de 2023      | Tokio            | Japón          | Tokyo Dome                      | 94 000    |
| América del Norte        |                  |                |                                 |           |
| 13 de agosto de 2023     | Los Ángeles      | Estados Unidos | Crypto.com Arena                | 10 000    |
| 18 de agosto de 2023     | Dallas           | Estados Unidos | Toyota Music Factory            | —         |
| 22 de agosto de 2023     | Miami            | Estados Unidos | James L. Knight Center          | —         |
| 25 de agosto de 2023     | Atlanta          | Estados Unidos | Fox Theatre                     | —         |
| 27 de agosto de 2023     | Washington D. C. | Estados Unidos | MGM National Harbor             | —         |
| 30 de agosto de 2023     | Chicago          | Estados Unidos | Rosemont Theatre                | —         |
| 2 de septiembre de 2023  | Boston           | Estados Unidos | MGM Music Hall                  | —         |
| 5 de septiembre de 2023  | Nueva York       | Estados Unidos | Barclays Center                 | —         |
| 8 de septiembre de 2023  | Ciudad de México | México         | Palacio de los Deportes         | —         |
| América del Sur          |                  |                |                                 |           |
| 11 de septiembre de 2023 | São Paulo        | Brasil         | Espaço Unimed                   | —         |
| 14 de septiembre de 2023 | Santiago         | Chile          | Teatro Caupolicán               | —         |
| Europa                   |                  |                |                                 |           |
| 25 de septiembre de 2023 | Berlín           | Alemania       | Columbiahalle                   | —         |
| 28 de septiembre de 2023 | Londres          | Reino Unido    | The O2                          | 10 000    |
| 30 de septiembre de 2023 | París            | Francia        | Palais des Sports               | 5000      |
| Total                    | Total            | Total          | Total                           | 256 000   |